# Grand Prix automobile de Pau 1936
Le Grand Prix de Pau 1936, est la 3e édition du Grand Prix de Pau. Cette course est ouverte aux voitures de Formule Libre. Le Grand Prix est organisé le 1er mars 1936.

## Résultats
| Pos. | Pilote                      | Voiture    | Tours | Temps/Abandon     |
| ---- | --------------------------- | ---------- | ----- | ----------------- |
| 1    | Philippe Étancelin          | Maserati   | 100   | 3 h 22 min 26 s 6 |
| 2    | Charlie Martin              | Alfa Romeo | 100   | + 13 s 4          |
| 3    | Marcel Lehoux               | Bugatti    | 100   | + 1 min 31 s 4    |
| 4    | José María de Villapadierna | Alfa Romeo | 100   | + 3 Tours         |
| Abd. | Raymond Sommer              | Alfa Romeo | 75    | Train arrière     |
| Abd. | Jean Delorme                | Bugatti    | 50    | Valve             |
| Abd. | Jean-Pierre Wimille         | Bugatti    | 29    | Freins            |
| Abd. | Robert Brunet               | Maserati   | 7     | Freins            |
| Abd. | « Raph »                    | Alfa Romeo | 4     | Moteur            |
| Abd. | « Hellé Nice »              | Alfa Romeo | 3     | Accident          |